# دوخوفسکویه
دوخوفسکویه (به لاتین: Dukhovskoye) یک منطقهٔ مسکونی در روسیه است که در استان آمور واقع شده‌است.